# Daniel Lavoie
Daniel Lavoie (Dunrea (Manitoba), 17 maart 1949) is een Canadese zanger en songwriter.
Lavoies moeder was musicus en hij leerde al jong piano spelen. In 1967 won hij een talentenjacht van het televisieprogramma Jeunesse oblige van de Franstalige zender Société Radio-Canada.
Lavoie zong en speelde in Frans en Engels bij twee verschillende groepen, maar zijn carrière kwam pas echt op gang na een tour in 1970 door Quebec. Binnen een paar jaar was hij beroemd in Frankrijk en Canada.
Lavoie speelde de rol van Frollo in de musical Notre-Dame de Paris. Voor de promotie van de musical nam hij samen met Garou en Patrick Fiori het nummer Belle op. Dit nummer behaalde diamant (750.000+) in Frankrijk en stond in België 6 weken op nummer 1 in de Ultratop 40.
Lavoie schreef muziek voor (korte) films, maar ook voor bijvoorbeeld Nana Mouskouri, Mireille Mathieu, Lara Fabian en Isabelle Boulay. Hij won diverse muziekprijzen, waaronder 5 keer de Canadese Félix Award. In 1989 werd hij benoemd tot ridder in de Orde van La Pléiade.

## Discografie
- A court terme (1975)
- Berceuse pour un lion (1976)
- Nirvana bleu (1979)
- Cravings (1981)
- Aigre doux, how are you? (1981)
- Tension Attention (1983)
- 10 sur 10 (1984)
- Vue sur mer (1986)
- Tips (1986)
- Olympia (1987)
- Long courrier (1990)
- Douce heure (1991)
- Here in the heart (1992)
- Woman to man (1994)
- Où la route mène/ Ici (1995)
- Live au Divan Vert (1997)
- Comédies Humaines (2004)
- Moi, mon Félix (2005)
- Docteur Tendresse (2007)